# هانس موزر (كاتب سيناريو)
هانس موزر (بالألمانية: Hans Moser)‏ هو منتج أفلام ومصور وكاتب سيناريو ألماني، ولد في 30 سبتمبر 1944 في هانوفر في ألمانيا، وتوفي بنفس المكان في 2 يوليو 2016.

## وصلات خارجية
- هانس موسر على موقع IMDb (الإنجليزية)
- هانس موسر على موقع قاعدة بيانات الفيلم (الإنجليزية)
- هانس موسر على موقع كينوبويسك (الروسية)